# Бокашевская, Галина Анатольевна
Гали́на Анато́льевна Бокаше́вская (род. 3 ноября 1966, Ленинград) — советская и российская актриса театра и кино. Заслуженная артистка России (2006).

## Творческая биография
Первый кинематографический опыт Бокашевская получила в 1976 году, когда ленинградская школьница была замечена представителями съёмочной группы фильма «Сентиментальный роман», где сыграла эпизодическую роль.
Обучалась на факультете драматического искусства в Ленинградском государственном институте театра, музыки и кинематографии (1982—1986, мастерская Игоря Владимирова) и на эстрадном отделении музыкального училища при Ленинградской государственной консерватории (1986, мастерская Валерия Соболева), работала в Молодёжном театре на Фонтанке.
Стала известна после выхода кинокартины Вячеслава Сорокина «Тоталитарный роман», в которой сыграла роль методиста провинциального Дворца культуры Нади Тельниковой. Киновед Валерий Кичин, упомянув о том, что «актриса выплеснула в эту роль всё своё знание о жизни», подчеркнул, что Бокашевская сыграла себя, «собственную веру в то справедливое, что ушло вместе с временем».
Наталья Сиривля в отзыве о фильме отметила «страсть, страх, бабью жалость и пафосную официальность идеологического работника», которыми актриса наделила свою героиню.
Для обозревателя Андрея Плахова («Коммерсантъ») Галина Бокашевская стала «настоящим открытием» — автор рецензии увидел в её Наде не только комсомольско-молодёжный типаж 1960-х годов, но и юных Инну Чурикову и Елену Соловей. Корреспондент «Новой газеты» Сергей Лаврентьев назвал роль Нади Тельниковой лучшей в кинематографе 1990-х, а актрисе поставил в заслугу умение «точно чувствовать образ и наполнять его жизненной энергией».

Случай Галины Бокашевской, отечественной Золушки конца девяностых, можно считать почти уникальным. <…> Русская женщина в смешном жабо с кружавчиками, платочке и валенках, рыдающая под запретный «Битлз», в полуобморочном состоянии улепетывающая от КГБ, твердо знающая, где и почему сходится клином белый свет.
— Лилия Шитенбург
Театральная биография Бокашевской связана с участием в спектаклях «Добрый человек из Сычуани» (1988, театр «НЕО»), «Хочу ребёнка» (1990, театр «Комедианты»), «Ночь ошибок» (1995, Молодёжный театр на Фонтанке) и антрепризах «Варшавская мелодия» («Приют комедиантов»), «Месье Амедей» («АртПитер»).
С 2013 года актриса работает в Московском губернском театре. В спектакле «Первое второе пришествие» (режиссёр Сергей Пускепалис) она играет Марию; в постановке «Нашла коса на камень» (режиссёр Сергей Безруков) исполняет роль Чебоксаровой.

### Семья
- Была замужем за актёром Валерием Коваленко.
- Сын Роман Бокашевский. Есть внук.

## Общественная позиция
Поддержала вторжение России в Украину. Неоднократно участвовала в сборе гуманитарной помощи для участников вторжения, а также в выступлениях с концертами на оккупированных территориях. 

## Фильмография
| Год  |   | Название                              | Роль                                |
| ---- | - | ------------------------------------- | ----------------------------------- |
| 1986 | ф | Джек Восьмёркин — «американец»        | Маруська Хворостьянова              |
| 1987 | ф | Очи чёрные                            | вторая горничная у городского главы |
| 1990 | ф | Случайный вальс                       | Лена                                |
| 1998 | ф | Тоталитарный роман                    | Надя Тельникова                     |
| 2000 | с | Тайны следствия                       | домработница Катя                   |
| 2001 | ф | Сердце медведицы                      | Катерина                            |
| 2002 | ф | Марш славянки                         | Ольга                               |
| 2004 | с | Опера. Хроники убойного отдела        | Алла Петренко                       |
| 2005 | с | Мастер и Маргарита                    | дама за столиком в «Грибоедове»     |
| 2005 | ф | Последний бой майора Пугачёва         | Полина                              |
| 2006 | ф | Жизнь и смерть Лёньки Пантелеева      | Богачёва                            |
| 2007 | ф | Платье от кутюр                       | Люська                              |
| 2008 | ф | Новые времена, или Биржа недвижимости | главная роль                        |
| 2009 | ф | Эффект домино                         | Зоя                                 |
| 2012 | с | Путейцы-3                             | Раиса                               |
| 2013 | ф | Жажда                                 | мать Кости                          |
| 2014 | с | Чиста вода у истока                   | Алина Фёдоровна                     |
| 2019 | с | Формула мести                         | Элла, кассир на ипподроме           |
| 2020 | с | Старые кадры                          | Антонина Динарова                   |
| 2020 | ф | История не забудет (Монголия)         | Анастасия Ивановна Филатова         |

## Признание и награды
- приз «За лучшую женскую роль» («Тоталитарный роман») на фестивале «Киношок» (1998)[источник не указан 426 дней];
- приз «За лучшую женскую роль» («Тоталитарный роман») на Международном актёрском кинофестивале «Стожары» (1998)[источник не указан 426 дней];
- номинация на кинопремию «Ника» — «Лучшая женская роль» (1999) за роль в фильме «Тоталитарный роман»[источник не указан 426 дней];
- премия «Надежда года» деловых кругов «Кумир» (2000)[источник не указан 426 дней];
- заслуженная артистка России (15 февраля 2006) — за заслуги в области искусства[10];
- приз «За лучшую женскую роль второго плана» («Новые времена, или Биржа недвижимости») на кинофестивале «Бригантина» (2008)[источник не указан 426 дней];
- почётный знак «За заслуги в развитии культуры и искусства» (19 мая 2016, Межпарламентская ассамблея СНГ) — за значительный вклад в формирование и развитие общего культурного пространства государств — участников Содружества независимых государств, в реализацию идей сотрудничества в сфере культуры и искусства[11].